# Kraje v Norsku

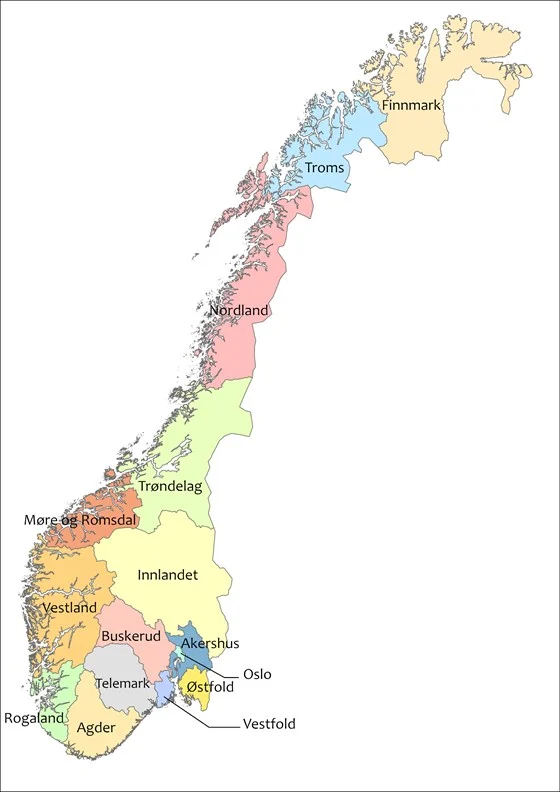
Uspořádání krajů od 1. ledna 2024

Kraje v Norsku představují nejvyšší územně-správní jednotky tohoto státu. Norsko sestává od 1. ledna 2024 z 15 krajů (norsky fylke), ty dále sestávají z obcí.

## Přehled krajů (do roku 1972)
Do roku 1972 existoval ještě kraj Bergen. Krajů tedy bylo 20.

## Přehled krajů (1972–2017)

19 norských krajů + Špicberky

Od roku 1972 do 31. prosince 2017 se Norsko členilo na 19 krajů. Následující tabulka zahrnuje základní informace o 19 krajích.
| Kraj            | Správní středisko | Počet obyvatel | Rozloha (km²) | Hustota zalidnění (obyv./km²) | Region     | NUTS kód | ISO kód |
| --------------- | ----------------- | -------------- | ------------- | ----------------------------- | ---------- | -------- | ------- |
| Akershus        | Oslo              | 594 533        | 4917          | 121                           | Østlandet  | NO012    | NO-02   |
| Aust-Agder      | Arendal           | 115 785        | 9157          | 12,6                          | Sørlandet  | NO041    | NO-09   |
| Buskerud        | Drammen           | 277 684        | 14 930        | 18,6                          | Østlandet  | NO032    | NO-06   |
| Finnmark        | Vadsø             | 75 758         | 48 618        | 1,6                           | Nord-Norge | NO073    | NO-20   |
| Hedmark         | Hamar             | 195 356        | 27 397        | 7,1                           | Østlandet  | NO021    | NO-04   |
| Hordaland       | Bergen            | 516 497        | 15 436        | 33,5                          | Vestlandet | NO051    | NO-12   |
| Møre a Romsdal  | Molde             | 265 290        | 15 121        | 17,5                          | Vestlandet | NO053    | NO-15   |
| Nordland        | Bodø              | 241 906        | 38 456        | 6,3                           | Nord-Norge | NO071    | NO-18   |
| Nord-Trøndelag  | Steinkjer         | 136 399        | 22 412        | 6,1                           | Trøndelag  | NO062    | NO-17   |
| Oppland         | Lillehammer       | 188 953        | 25 192        | 7,5                           | Østlandet  | NO022    | NO-05   |
| Oslo            | Oslo              | 658 390        | 454           | 1450,2                        | Østlandet  | NO011    | NO-03   |
| Rogaland        | Stavanger         | 470 175        | 9376          | 50,1                          | Vestlandet | NO043    | NO-11   |
| Sogn a Fjordane | Leikanger         | 109 530        | 18 619        | 5,9                           | Vestlandet | NO052    | NO-14   |
| Sør-Trøndelag   | Trondheim         | 313 370        | 18 848        | 16 6                          | Trøndelag  | NO061    | NO-16   |
| Telemark        | Skien             | 172 494        | 15 299        | 11,3                          | Østlandet  | NO034    | NO-08   |
| Troms           | Tromsø            | 164 330        | 25 877        | 6,4                           | Nord-Norge | NO072    | NO-19   |
| Vest-Agder      | Kristiansand      | 182 701        | 7276          | 25,1                          | Sørlandet  | NO042    | NO-10   |
| Vestfold        | Tønsberg          | 244 967        | 2224          | 110,1                         | Østlandet  | NO033    | NO-07   |
| Østfold         | Sarpsborg         | 289 867        | 4182          | 69,3                          | Østlandet  | NO031    | NO-01   |
| Celkem Norsko   | Oslo              | 5 213 985      | 322 791       | 16,2                          |            |          |         |

## Přehled krajů (2018–2019)
Krajů bylo 18. Kraje Nord-Trøndelag a Sør-Trøndelag byly v roce 2018 sloučeny do jednoho kraje Trøndelag.

## Přehled krajů (2020–2023
Od 1. ledna 2020 do 31. prosince 2023 se Norsko členilo na 11 krajů.
| ISO 3166-2 | Název kraje         | Správní středisko        | Počet obyvatel | Rozloha km² | Region     |
| ---------- | ------------------- | ------------------------ | -------------- | ----------- | ---------- |
| NO-03      | Oslo                | Oslo                     | 673 469        | 454,12      | Østlandet  |
| NO-11      | Rogaland            | Stavanger                | 473 526        | 9 377,10    | Vestlandet |
| NO-15      | Møre a Romsdal      | Molde                    | 266 856        | 14 355,62   | Vestlandet |
| NO-18      | Nordland            | Bodø                     | 243 335        | 38 154,62   | Nord-Norge |
| NO-30      | Viken               | Oslo, Drammen, Sarpsborg | 1 234 374      | 24 592,59   | Østlandet  |
| NO-34      | Innlandet           | Hamar a Lillehammer      | 370 994        | 52 072,44   | Østlandet  |
| NO-38      | Vestfold a Telemark | Skien a Tønsberg         | 415 777        | 17 465,92   | Østlandet  |
| NO-42      | Agder               | Kristiansand a Arendal   | 303 754        | 16 434,12   | Sørlandet  |
| NO-46      | Vestland            | Bergen a Leikanger       | 631 594        | 33 870,99   | Vestlandet |
| NO-50      | Trøndelag           | Steinkjer                | 458 744        | 42 201,59   | Trøndelag  |
| NO-54      | Troms a Finnmark    | Tromsø a Vadsø           | 243 925        | 74 829,68   | Nord-Norge |
| (NO-21)    | Svalbard            | Longyearbyen             | 2 637          | 61 022,00   |            |

## Přehled krajů (od roku 2024)
Norsko je od 1. ledna 2024 členěno na 15 krajů:
- 42 Agder
- 32 Akershus – znovuobnoven z kraje Viken
- 33 Buskerud – znovuobnoven z kraje Viken
- 56 Finnmark – znovuobnoven z kraje Troms a Finnmark
- 34 Innlandet
- 15 Møre a Romsdal
- 18 Nordland
- 03 Oslo
- 31 Østfold – znovuobnoven z kraje Viken
- 11 Rogaland
- 40 Telemark – znovuobnoven z kraje Vestfold a Telemark
- 55 Troms – znovuobnoven z kraje Troms a Finnmark
- 50 Trøndelag
- 39 Vestfold – znovuobnoven z kraje Vestfold a Telemark
- 46 Vestland